# Вжесненский школьный бойкот

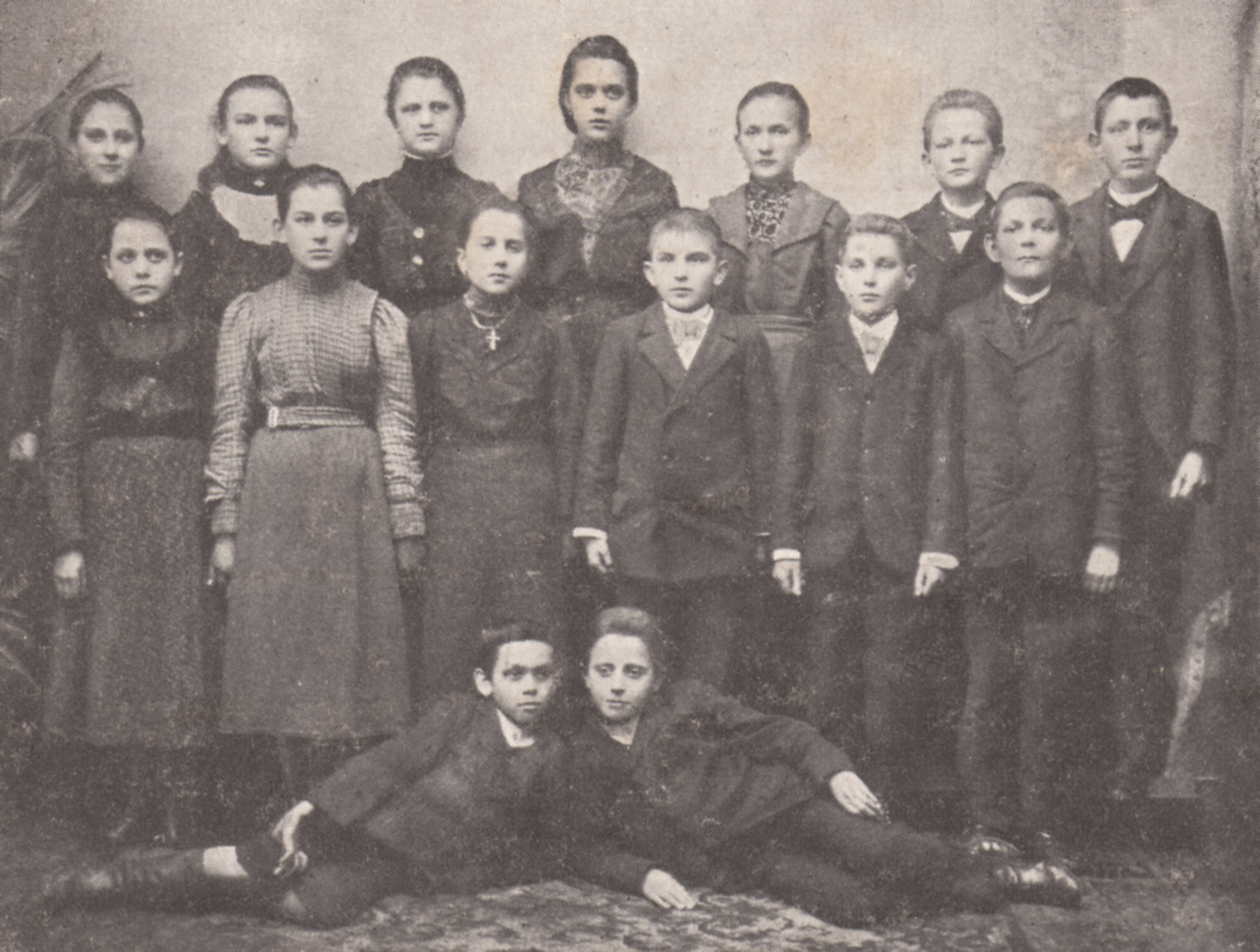
Дети школы Вжесни

Вже́сненский школьный бойкот (пол. Strajk dzieci wrzesińskich) — протест польских детей в городе Вжесня (пол. Września) против введения немецкого языка на уроке религии в старших классах городской католической школы. Этот протест продолжался с апреля 1901 по ноябрь 1902 и достиг своей кульминации 20 и 21 мая 1901, когда дело в городе дошло до беспорядков. Особенность и историческая значимость события состоит в том, что это было первое подобное сопротивление против германизации школы в польских районах Пруссии.

## Предыстория
После разделов Речи Посполитой в 1772, 1793 и 1795 годах Пруссия получила очень большое количество польскоговорящих подданных. Во время объединения Германии в 1871 из 24 млн жителей Пруссии 2,4 млн были поляками, что составляет около 10 % от общего числа. В масштабах всей империи с населением 41 млн жителей поляки составляли примерно 6 % и в многие из них жили в прусских провинциях Западная и Восточная Пруссия, Силезия и Познань. В этих провинциях проживало очень много немцев, в некоторых местах более 60 %, население было достаточно смешанным.
После большой гумбольдтовской реформы образования в 20-х годах XIX века прусские школы были разделены на два типа: начальные народные школы (Volksschule) и средние гимназии (Gymnasium). Образование в них велось до 1860-х годов на родном языке школьников, то есть у немецких детей на немецком, а у польских — на польском. Это закрепляли различные распоряжения правительства, в том числе и указ министра культуры от 24.5.1842. Согласно этому указу, немецкий язык был для польских школьников только одним из изучаемых предметов.

### Гимназии от 1842 г. до образования Империи в 1871 г.
В 1871 году в провинции Познань было 13 гимназий (3 католических, 5 евангелических и 5 смешанных) и более 2300 народных школ. Польские школьники ходили исключительно в католические гимназии. Стоит заметить, что еврейские школьники без проблем ходили в христианские гимназии, где их число было непропорционально велико.
Немецкий язык преподавания сначала стал вводиться в католических гимназиях. Вышеназванный указ от 24.5.1842 определил, что в старших классах все уроки «за исключением религии» должны вестись на немецком, поэтому усилилось его изучение в младших классах. Дальнейшие указы 1856 и 1860 годов подтвердили такое положение. В 1863 была закрыта католическая гимназия в Тшемешно в связи с участием её учеников в польском январском восстании на территории, отошедшей Российской империи. Эта гимназия была открыта, и то лишь благодаря заступничеству Бисмарка, в 1872 году, на этот раз в Вонгровеце. В ней преподавание в старших классах, за исключением религии, велось также на немецком.

### Народные школы в 1860-е годы
Ситуация в народных школах изменилась в октябре 1865, когда в них указом министра образования был внедрён немецкий язык, чтобы школьникам старших классов уроки преподавали на немецком, а польский применялся бы лишь для разъяснения непонятных выражений. В это время знание немецкого у школьников было на самом примитивном уровне, что частично было связано с огромным переполнением классов и нехваткой учителей. Так в провинции Познань в 1882 году 48 % классов состояло из 81-150 учеников. Один провинциальный советник пишет в своём докладе от 10 июня 1858 г:
«В польских школах преподают согласно распоряжениям немецкий язык, но результаты почти везде воистину незначительны. Редко дело выходит за чисто механическое чтение. Знание немецких слов на селе обычно столь мало, что дети не могут назвать окружающие их предметы. Они даже не могут перевести слова, которые им произносят: папа, мама, брат, сестра, учитель, дом и т. д. Они их также не могут сказать по-немецки, если им их называют по-польски».

### Введение немецкого языка после 1871 г.
В октябре 1872 в гимназиях провинции Познань был введён немецкий теперь уже и на уроке религии. При этом возникло противоречие между церковным правом, которое говорило, что дети должны получать религиозное воспитание на языке их родителей, и публичным правом.
В народных школах немецкий был сделан языком преподавания всех предметов, за исключением религии и церковного пения, сперва в Верхней Силезии (20.9.1872), затем в Западной и Восточной Пруссии (24.7.1873) и Познани (27.10.1873). Польский стал одним из предметов. Было сказано, что когда ученики будут достаточно понимать немецкий, то его введут и на уроке религии. Впоследствии это сыграет важную роль.
По указу министра культуры от 7.9.1887 уроки польского в школе отменили совсем. Новый указ от 11.4.1891 постановил, что по специальной просьбе могут быть допущены частные уроки в помещениях школы. Однако эта идея была отклонена уже в 1894, когда любые частные уроки польского вообще запретили. Зато в школьную программу были включены упражнения в основах польского письма и чтения. Эти 1-2 часовые занятия предназначались только для тех учеников средних и старших классов, которые слушали урок религии на польском. Получилась такая привязка.

### Введение немецкого на уроке религии в народных школах
В июле 1900 был введён немецкий на уроке религии в средних и старших классах в городе Познань (такая возможность предусматривалась ещё в указах 1873 года, но ей почти не пользовались), в ответ на что 12 учеников отказались отвечать на уроке. После Познани немецкий стал вводиться постепенно во всей провинции. Это значило, что вместе с этим пропала возможность учить польский в школе. Это привело к тому, что снова оживились частные уроки, запрещённые в 1894, и государство стало преследовать учителей денежными штрафами и тюрьмой.

## Вжесненский школьный бойкот 1901—1902 гг

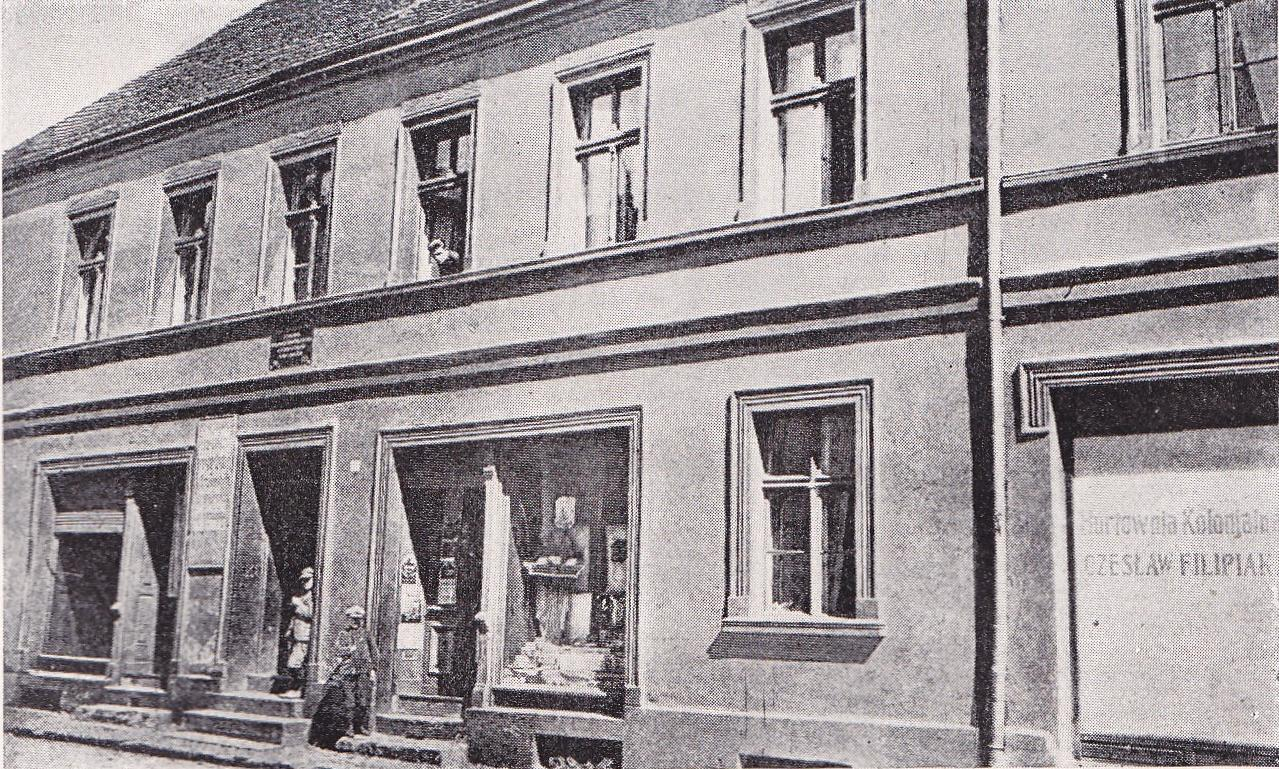
Здание школы в Вжесне

4 марта 1901 было постановлено, что с начала учебного года немецкий должен был быть введён также на уроке религии в старших классах народных школ в городе Вжесня (немецкое название — Врешен). Этот город находится в 20 км восточнее Познани. В 1901 году в нём насчитывалось 5536 жителей, из них 70 % — поляки. В городе было 4 школы: одна католическая с 9 учителями и 641 учеником, одна евангелическая с тремя учителями, одна еврейская с одним классом и ещё одна средняя школа, в которой религия уже преподавалась на немецком. Старшие классы католической школы, единственной, где планировали ввести немецкий, включали в себя 110 учеников в возрасте от 12 до 14 лет.
До начала нового учебного года 11 апреля нововведение держалось в тайне. В первые же дни семестра детям выдали немецкие учебники для урока религии. После разных разговоров только двое отказались брать их домой, за что их наказали 2 мая шестью ударами палкой. Такое наказание было в то время повсеместно распространено в школах разных государств, не только в Пруссии. На следующий день некоторые родители вернули учебники назад, а 4 мая были наказаны четырьмя ударами палкой ещё двое учеников, потому что они высмеивали тех, кто принял немецкие учебники. До 16 мая было наказано ещё 20 учеников за то, что они отказались отвечать по-немецки на уроке. Некоторых наказали тремя ударами по руке, некоторых оставили после занятий сидеть ещё некоторое время в школе. Но до середины мая это всё были отдельные случаи и об организованном бойкоте говорить пока было нельзя.
20 мая, в понедельник, 26 учеников были оставлены в школе после занятий за то, что они отказались читать по-немецки. К 12 часам некоторые были отпущены, так что остались 14. Они получили от двух до четырёх ударов «палкой» (1,5 см в диаметре и 60 см в длину). Результатом были кровоподтёки и опухшие руки. Когда все были отпущены, в школу ворвалась толпа с криками, руганью и угрозами, но уже скоро вышла наружу. На улице шёл ливень и всё выступление длилось не более часа. Потом в городе собралось опять несколько сот агрессивно настроенных человек, к 17 часам они разошлись. Никаких столкновений не было. Лишь одному учителю разбили дома стекло камнем. На следующий день люди опять собрались, поругались и разошлись. Обер-президент провинции писал 3 июля: «Все эти события кажутся мне довольно безобидными».
После этого бойкот продолжался и ещё больше разросся, за что детей снова наказывали и оставляли после школы на 1-2 часа. Через год, в апреле 1902, несколько десятков детей оставили на второй год. Но до ноября 1902 они прекратили бойкот и их перевели в следующий класс.
Помимо этого знаменитого случая были также небольшие бойкоты и демонстрации и в других городах (Милослав, Ярачево, Гостынь), в которых в апреле 1901 ввели немецкий на уроке религии. Вжесненский же бойкот важен тем, что он был первым сопротивлением германизации школы.

### Гнезнеский суд
В 1901—1902 прошёл ряд процессов, связанных с национальной борьбой. Суды состоялись в городах Познань, Торунь, Гостынь. На них бастовавшие ученики были приговорены к тюремным заключениям сроком до 4 месяцев. Интересно, что на процессе в Гостыне все обвиняемые были оправданы.
В середине ноября 1901 в Гнезно прошли два процесса над участниками событий во Вжесне 20-21 мая, в то время как бойкот ещё продолжался. Обвиняемыми были 25 человек (6 женщин, 18 мужчин и 2 подростка). Пункты обвинения были следующие:
- насильственное проникновение в дом;
- принуждение чиновника к неисполнению его служебных действий (чтобы детей не били);
- мятеж;
- непослушание начальству;
- подстрекательство к совершению криминального преступления;
- оскорбление;
- грубое хулиганство.

Суд решил вынести показательное решение и наложил на обвинённых неадекватно тяжёлые наказания, так что говорили даже о «стрельбе из пушки по воробьям»:
- одна женщина (Непомуцена Пясецка) получила 2,5 года тюремного заключения;
- два человека — 2 года;
- один человек — 1 год и три месяца;
- пять человек — 1 год;
- шесть человек — 9 месяцев;
- два человека — 6 месяцев;
- остальные от 1 до 4 месяцев;
- четверо были оправданы.

### Последствия
Из этих событий польская пристрастная пресса подняла огромную шумиху, так что во многих работах даже современных историков они искажены. Польский фотограф сделал открытку с фотографией всех 14 наказанных 20 мая детей и главной обвинённой (Непомуцена Пясецка, 41 год), которая получила срок в 2,5 года, но бежала в австрийский тогда Львов вместе с мужем и детьми. Эта открытка быстро разошлась по разным государствам Европы. Сейчас её можно посмотреть на польской странице «Википедии». В то время вообще было принято фотографировать бастующих на почтовые открытки. В апреле 1902 суд оштрафовал этого фотографа (Симона Фурманека) на 200 марок и приговорил его к 40 дням заключения.
Помимо него была ещё также оштрафована на 100 марок в сентябре 1901 знаменитая социал-демократка Роза Люксембург, которой тогда было 30 лет, потому что она в своей брошюре «W obronie narodowości» обвиняла министра образования в воспитании душевных инвалидов. В дальнейшем были оштрафованы ещё несколько человек.
Сразу после гнезнеского суда в Познани образовался «Комитет помощи осуждённым», который стал собирать денежные пожертвования. До июня 1902 в его кассу поступило 183 306 марок, из них более 15 000 прибыли из Америки, где в Чикаго была большая и крепкая община поляков. Денег набрали так много, что их распределили не только среди гнезнеских осуждённых и их семей, но и многих других, осуждённых по подобным делам. Интересно, что члены этого комитета тоже были позже наказаны, поскольку «помогали преступникам избежать наказания».
События во Вжесне прославились ещё и тем, что знаменитый польский писатель Генрик Сенкевич (1846—1916) опубликовал осенью 1901 в журнале «Czas» призыв к сбору пожертвований для осуждённых, а писательница Мария Конопницка (1842—1910) написала стихотворение «O Wrześni». Вообще же и на прусской, и австрийской, и российской польской территории поднялась огромная шумиха, демонстрации и беспорядки, пошли новые процессы. О событиях писала пресса всей Европы и даже Аргентины. Начался сбор подписей в поддержку поляков.

## Всеобщая школьная забастовка 1906—1907 гг
Когда в 1906 году в 203 народных школах провинции Познань ввели немецкий на уроке религии, то в октябре началась всеобщая школьная забастовка, в которой участвовало 46 886 учеников в 755 школах Познани и 14 290 учеников в 563 школах Западной Пруссии и которая длилась до конца летних каникул 1907 года. Правительство реагировало на неё тяжёлыми денежными штрафами, в некоторых случаях местные инстанции даже лишили родителей родительских прав за то, что они учили детей неповиновению. Но эта крайняя мера была вскоре признана незаконной Верховным судом в Берлине и отменена.